# Alprazolam
Alprazolam, auch als Xanax bekannt und in Deutschland als Tafil verkauft, ist ein Arzneistoff aus der Gruppe der Benzodiazepine mit mittlerer Wirkungsdauer, der zur kurzzeitigen Behandlung von Angst- und Panikstörungen eingesetzt wird.

## Klinische Angaben

### Anwendungsgebiete (Indikationen)
Alprazolam wirkt beruhigend und angstlösend. Es wird zur kurzzeitigen symptomatischen Behandlung von Angstzuständen und von Panikstörungen eingesetzt.
Alprazolam wird im Rahmen der Therapie von Depressionen bzw. als Behandlung von Begleit-Depressionen bei Angstzuständen verwendet. Es zeigt bei akuten oder Kurzzeitbehandlungen antidepressive Eigenschaften.
Die Anwendung als Schlafmittel ist zwar häufig, allerdings hat Alprazolam dafür keine Indikation (Off-Label-Use).

### Dosierung, Art und Dauer der Anwendung
Die Dosierung und die Dauer der Anwendung werden an die individuelle Reaktionslage, das Indikationsgebiet und die Schwere der Erkrankung angepasst. Hierbei gilt der Grundsatz, die Dosis so gering und die Behandlungsdauer so kurz wie möglich zu halten, um die Gefahr einer psychischen und physischen Abhängigkeit zu minimieren. Es wird empfohlen, die Gesamtdauer – einschließlich der Ausschleichphase – acht bis zwölf Wochen nicht übersteigen zu lassen. Der Patient sollte außerdem in regelmäßigen Abständen untersucht werden, um die Notwendigkeit einer fortsetzenden Behandlung zu überprüfen. Um Entzugserscheinungen beim Absetzen von Alprazolam zu vermeiden, wird die Dosis langsam mit z. B. Diazepam (Valium) reduziert und Alprazolam ausgeschlichen.

### Gegenanzeigen (Kontraindikationen)
Die Anwendung von Alprazolam bei folgenden Erkrankungen ist problematisch:
- Myasthenia gravis
- Depressionen mit psychotischen Zügen, manisch depressive Patienten (bipolarer Typ), endogene Depressionen, Aggressionsausbrüche
- obstruktive Lungenerkrankungen, schwere Ateminsuffizienz
- Schlafapnoe-Syndrom
- schwere Leberinsuffizienz
- akutes Engwinkelglaukom
- spinale und zerebellare Ataxien
- Medikamenten-, Drogen- oder Alkoholabhängigkeit in der Anamnese
- akute Vergiftung mit Alkohol, Sedativa, Hypnotika, Analgetika oder Psychopharmaka (Neuroleptika, Antidepressiva, Lithium)

### Wechselwirkungen mit anderen Medikamenten
Alkohol kann die Wirkung von Alprazolam in nicht vorhersehbarer Weise verändern.
Bei gleichzeitiger Anwendung von Alprazolam mit folgenden Arzneimitteln kann es zu gegenseitiger Verstärkung der zentraldämpfenden Wirkung kommen:
- Sedativa, Hypnotika, Narkotika
- Analgetika
- Neuroleptika
- Antiepileptika
- Antihistaminika
- Antidepressiva, Lithium

Arzneimittel, welche über das Cytochrom P450 3A4 abgebaut werden, können die Konzentration und Wirksamkeit von Alprazolam erhöhen.
Die gleichzeitige Verabreichung von Ketoconazol, Itraconazol oder anderen Antimykotika vom Azol-Typ ist kontraindiziert.
Wechselwirkungen zwischen HIV-Protease-Inhibitoren (z. B. Ritonavir) und Alprazolam sind komplex und zeitabhängig. Niedrige Dosen von Ritonavir führen zu einer deutlichen Einschränkung der Alprazolam-Clearance, was dessen Halbwertszeit verlängert und die klinische Wirksamkeit erhöht. Allerdings hebt die CYP3A-Induktion diese Hemmung bei längerer Anwendungsdauer von Ritonavir wieder auf. Die Interaktion erfordert entweder eine Dosisreduktion oder ein Absetzen von Alprazolam.
Probleme können bei der gleichzeitigen Einnahme von folgenden Medikamenten auftreten:
- Nefazodon, Fluvoxamin oder Cimetidin. Eine klinische Überwachung ist angezeigt, eine Dosisreduktion kann hilfreich sein.
- Imipramin bzw. Desipramin, da deren Serum-Steady-State Werte deutlich erhöht werden.
- Fluoxetin, Propoxyphen, oralen Kontrazeptiva, Sertralin, Diltiazem oder Makrolidantibiotika (wie Erythromycin und Oleandomycintriacetat).[6][7][9]

### Anwendung während Schwangerschaft und Stillzeit
Alprazolam darf nicht während der Schwangerschaft verwendet werden. Frauen im gebärfähigen Alter wird geraten, die Medikation abzusetzen, wenn sie schwanger sind oder die Absicht haben, schwanger zu werden. Wenn eine Verabreichung des Präparates in der Spätphase der Schwangerschaft oder hochdosiert während der Geburtswehen aus dringenden medizinischen Gründen unumgänglich ist, muss mit nachteiligen Wirkungen auf das Neugeborene gerechnet werden. Diese können Hypotonie, Ateminsuffizienz, Hypothermie, herabgesetzte Muskelspannung und Trinkschwäche (floppy infant syndrome) umfassen.
Da Alprazolam in die Muttermilch übergeht und dort kumuliert, soll das Präparat während des Stillens nicht verabreicht werden. Neugeborene metabolisieren Benzodiazepine wesentlich langsamer als Erwachsene.

### Anwendung bei Kindern und Jugendlichen
Die Wirksamkeit und Unbedenklichkeit von Alprazolam bei Kindern und Jugendlichen unter 18 Jahren wurde nicht untersucht.

### Unerwünschte Wirkungen (Nebenwirkungen)
Die häufigsten Nebenwirkungen sind Somnolenz und Benommenheit / Schwindel. Weiterhin können folgende Nebenwirkungen auftreten, insbesondere zu Beginn der Therapie: verringerte Aufmerksamkeit, Müdigkeit, gedämpfte Emotionen, Verwirrtheit, Muskelschwäche, Ataxie, Bewegungs- und Gangunsicherheit (Sturzgefahr besonders bei älteren Patienten), Tremor, Kopfschmerzen, Sehstörungen, Störungen des vegetativen Nervensystems (Gewichtsänderung, gastrointestinale Störungen, Blasenfunktionsstörungen). In der Regel verringern sich diese Symptome bei wiederholter Anwendung.
Weiterhin wurden Appetitlosigkeit, Hyperprolaktinämie, Menstruationsstörungen und Störungen der Leberfunktion (z. B. Gelbsucht) beobachtet. Über Änderungen der Libido und Hautreaktionen wurde gelegentlich berichtet. Selten kann es zu einer Atemdepression kommen, insbesondere während der Nacht.
- Amnesie: Benzodiazepine können anterograde Amnesien (Gedächtnislücken für den Zeitraum nach der Einnahme) verursachen.
- Depressionen: Eine bereits vorhandene Depression kann während der Anwendung von Benzodiazepinen demaskiert werden.
- Psychiatrische und paradoxe Reaktionen: Insbesondere bei älteren Patienten oder Kindern können Unruhe, Reizbarkeit, Aggressivität, Wut, Albträume, Halluzinationen, Psychosen, unangemessenes Verhalten und andere Verhaltensstörungen auftreten. In solchen Fällen sollte die Behandlung mit diesem Präparat beendet werden.[6][7][9]

### Wirkung auf die Fahrtüchtigkeit und auf das Bedienen von Maschinen
Es wird Patienten, die Alprazolam einnehmen, empfohlen, nicht Auto zu fahren, komplexe Maschinen zu bedienen oder andere potenziell gefährliche Tätigkeiten auszuführen, solange nicht bekannt ist, ob die Fähigkeit zur Ausübung solcher Tätigkeiten beeinträchtigt wird.

### Abhängigkeit und Toleranzentwicklung
Mit der Dauer der Einnahme von Alprazolam über mehrere Wochen kann es durch eine Toleranzentwicklung zum Nachlassen der Wirkung kommen.
Wie alle Benzodiazepine kann auch Alprazolam schon nach kurzer Einnahmedauer zu einer psychischen und körperlichen Abhängigkeit führen. Das Risiko für eine Sucht steigt mit der Höhe der Dosierung und der Länge der Medikamenteneinnahme. Patienten mit bekannter Tablettenabhängigkeit, Drogen- oder Alkoholsucht in der Vorgeschichte haben ein erhöhtes Risiko der Suchtentwicklung.
Wurde eine physische Abhängigkeit von Alprazolam entwickelt, löst ein abruptes Absetzen des Arzneimittels Entzugserscheinungen, wie z. B. Kopf- und Muskelschmerzen, Angstzustände, Spannung, Unruhe, Verstörtheit und Reizbarkeit aus. In schweren Fällen können Realitätsverlust, Persönlichkeitsverlust, Hyperacusis, Taubheitsgefühl und Kribbeln in den Extremitäten, Überempfindlichkeitsreaktionen auf Licht, Lärm und körperlichen Kontakt, Halluzinationen oder epileptische Anfälle auftreten. Die häufigen Entzugserscheinungen nach einer Alprazolam-Therapie sind in der Literatur gut dokumentiert.
Nach dem Absetzen der Medikation kann es auch zum Auftreten eines sogenannten Rebound-Phänomens kommen. Hier treten die Symptome, die zu einer Behandlung mit Benzodiazepinen führten, in verstärkter Form wieder auf. Als Begleitreaktionen sind Stimmungswechsel, Angstzustände und Unruhe möglich. Da nach einem abrupten Absetzen der Medikation die Entzugserscheinungen häufiger auftreten, ist eine schrittweise Reduktion der Dosierung empfohlen.

### Überdosierung
Eine Überdosierung von Alprazolam führt zu einer allgemeinen zentralnervösen Dämpfung, die von Benommenheit bis hin zum Koma reichen kann. Durch die alleinige Einnahme von Alprazolam besteht im Allgemeinen keine Lebensgefahr, es sei denn in Kombination mit anderen zentral wirksamen Substanzen wie Alkohol; hierdurch kann es zum Atemstillstand kommen und eine Unterstützung der Vitalfunktionen nötig werden.
Zur Entgiftung kann bei bewusstseinsklaren Patienten Erbrechen herbeigeführt werden bzw. nach Intubation eine Magenspülung und Behandlung mit Aktivkohle durchgeführt werden. Die Behandlung mit Flumazenil als Antidot kann in Erwägung gezogen werden. Eine forcierte Diurese oder Dialysebehandlung ist dagegen wirkungslos.

## Missbrauch und Abhängigkeit
Alprazolam ist in den USA das Benzodiazepin, das am häufigsten zu Besuchen von Notaufnahmen wegen Missbrauch führt. Die schnelle Aufnahme, die kurze Wirkungsdauer (8–16 Stunden biologische Halbwertszeit), die geringe Proteinbindung (68 % gegenüber 98 % bei Diazepam) und die geringe Lipophilie (dadurch hat Alprazolam ein geringeres Diffusionsvolumen) tragen zum Missbrauchspotenzial bei. Im Gegensatz zu Lorazepam aktiviert Alprazolam eine Ausschüttung von Dopamin im Striatum und aktiviert das Belohnungszentrum, was typisch für missbrauchte oder abhängigmachende Medikamente ist.

## Analytik
Die zuverlässige qualitative und quantitative Bestimmung von Alprazolam gelingt nach angemessener Probenvorbereitung in Plasma und Muttermilch durch Kopplung der HPLC mit der Massenspektrometrie. Diese Verfahrensweise eignet sich ebenfalls zur Bestimmung in Urin und in Abwasser- bzw. Flusswasserproben.

## Pharmakologische Eigenschaften

### Wirkungsmechanismus (Pharmakodynamik)
Alprazolam bindet im Gehirn an GABA-Rezeptoren und erhöht auf diese Weise die inhibitorischen Effekte des Neurotransmitters GABA.

### Pharmakokinetik
Neben unmetabolisiertem Alprazolam (ca. 20 %) werden als Hauptmetaboliten α-Hydroxyalprazolam (ca. 17 %) sowie 4-Hydroxyalprazolam ausgeschieden. Darüber hinaus sind eine Vielzahl weiterer Metaboliten identifiziert worden. Die pharmakologische Aktivität von α-Hydroxyalprazolam beträgt ca. 50 %, verglichen mit Alprazolam. 4-Hydroxyalprazolam zeigt keine pharmakologische Aktivität. Die Halbwertszeit der beiden Hauptmetaboliten liegt im gleichen Bereich wie die von Alprazolam. Die Metaboliten tragen aufgrund niedriger Konzentration wahrscheinlich kaum zum therapeutischen Effekt bei.
Alprazolam wird nach oraler Gabe rasch und gut resorbiert. Maximale Plasmaspiegel werden nach einmaliger oraler Gabe nach ein bis zwei Stunden erreicht. Die Bioverfügbarkeit liegt bei 80 %. Die Plasmaproteinbindung beträgt 70 bis 80 %. Das Verteilungsvolumen beträgt durchschnittlich 1,0 bis 1,2 l/kg und ist bei adipösen Patienten signifikant größer. Die Eliminationshalbwertszeit nach einmaliger Gabe liegt zwischen 12 und 15 Stunden. Bei älteren männlichen Patienten kann die Eliminationshalbwertzeit verlängert sein.
Die verzögerte Wirkstofffreisetzung der Retard-Tablette beeinflusst die Distribution, den Metabolismus und die Elimination von Alprazolam nicht. Die Serumspitzenkonzentrationen werden fünf bis elf Stunden nach der Gabe einer Retard-Tablette erreicht.

## Physikalische Eigenschaften
Alprazolam tritt in verschiedenen Kristallformen auf. Mittels thermoanalytischer Untersuchungen und Röntgenbeugungsmessungen konnten zwei polymorphe Formen, ein Dihydrat und zwei nichtstöchiometrische Solvate mit Ethanol und Acetonitril charakterisiert werden. Für das kommerzielle Polymorph I und das Dihydrat wurden die Kristallstrukturen bestimmt. Beide kristallisieren in einem triklinen Gitter, das Polymorph I mit einer Raumgruppe P1 (Raumgruppen-Nr. 2) bzw. das Dihydrat mit der Raumgruppe P1 (Raumgruppen-Nr. 1). Die Desolvatation des Dihydrates und des Ethanolsolvates ergeben das Polymorph I. Aus dem Acetonitrilsolvat resultiert das Polymorph II, welches mit 233 °C einen etwas höheren Schmelzpunkt besitzt.

## Sonstige Informationen

### Geschichte
Alprazolam wurde durch das Pharmaunternehmen Upjohn (später von Pfizer übernommen) entwickelt und 1984 unter dem Namen Tafil auf den deutschen Markt gebracht. Sein Patentschutz endete im Jahre 1993.

### Handelsnamen
Monopräparate: Tafil (D), Xanax, Xanax retard (CH, USA), Xanor (A), zahlreiche Generika (D, A), Zolam (EGY)

### Dokumentationen
- Take Your Pills: Xanax. Netflix-Dokumentation, USA 2022, 1:19 Std., Regie: Blair Förster, Drehbuch: Claire Gordon.